# Battles (Album)
Battles ist das zwölfte Studioalbum der schwedischen Metal-Band In Flames. Das Album erschien am 11. November 2016 über Nuclear Blast. Es ist das erste Album mit dem Schlagzeuger Joe Rickard, nachdem Daniel Svensson 2015 die Band verlassen hatte. Zudem ist Bassist Peter Iwers letztmalig zu hören.

## Entstehung und Veröffentlichung
Das Album wurde im Februar bis April 2016 mit Howard Benson in den West Valley Studios, Woodland Hills, Kalifornien, aufgenommen. Benson war auch am Songwriting beteiligt. Das Artwork stammt von Blake Armstrong. Fünf Singles wurden veröffentlicht, The Truth, The End, Though My Eyes, Save Me und Here Until Forever, für die Titel Here Until Forever und The End wurden Musikvideos gedreht. 

## Titelliste
| Nr.          | Titel                             | Autor(en)                                                                  | Länge |
| ------------ | --------------------------------- | -------------------------------------------------------------------------- | ----- |
| 1.           | Drained                           | Anders Fridén, Björn Gelotte, Howard Benson, Niclas Engelin, James Michael | 4:06  |
| 2.           | The End                           | Fridén, Gelotte, Benson, Engelin                                           | 3:58  |
| 3.           | Like Sand                         | Fridén, Gelotte, Benson, Engelin, Sean Bowe, Lenny Skolnik, Bob Marlette   | 3:43  |
| 4.           | The Truth                         | Fridén, Gelotte, Benson, Bowe, Skolnik                                     | 3:04  |
| 5.           | In My Room                        | Fridén, Gelotte, Benson                                                    | 3:25  |
| 6.           | Before I Fall                     | Fridén, Gelotte, Benson, Zac Maloy                                         | 3:27  |
| 7.           | Through My Eyes                   | Fridén, Gelotte, Benson, Bowe, Skolnik                                     | 3:50  |
| 8.           | Battles                           | Fridén, Gelotte, Benson                                                    | 2:58  |
| 9.           | Here Until Forever                | Fridén, Gelotte, Benson, Engelin                                           | 4:19  |
| 10.          | Underneath My Skin                | Fridén, Gelotte, Benson, Bowe, Skolnik                                     | 3:30  |
| 11.          | Wallflower                        | Fridén, Gelotte, Benson, Engelin                                           | 7:06  |
| 12.          | Save Me                           | Fridén, Gelotte, Benson                                                    | 4:12  |
| 13.          | Greatest Greed (Bonustitel)       | Fridén, Gelotte, Benson, Engelin                                           | 4:09  |
| 14.          | Us Against the World (Bonustitel) | Fridén, Gelotte, Benson                                                    | 3:40  |
| Gesamtlänge: | Gesamtlänge:                      | Gesamtlänge:                                                               | 47:38 |

| Nr.          | Titel                                  | Autor(en)                        | Länge |
| ------------ | -------------------------------------- | -------------------------------- | ----- |
| 15.          | Here Until Forever (Alternate Version) | Fridén, Gelotte, Benson, Engelin | 3:58  |
| Gesamtlänge: | Gesamtlänge:                           | Gesamtlänge:                     | 51:36 |

## Rezeption
Thomas Kupfer schrieb im Magazin Rock Hard: „Battles fährt nicht nur einige der wohl besten Melodien der bisherigen Bandkarriere auf, sondern wagt vor allem zum Ende hin den einen oder anderen stilistischen Schlenker, mit dem nicht zu rechnen war. So offenbart Here Until Forever 30-Seconds-to-Mars-Momente, und der Beginn von Wallflower erinnert wegen seiner Rhythmik an Tool. Davon abgesehen bohren In Flames auf Battles gekonnt das ganz dicke Modern-Metal-Brett und beweisen, dass sie in ihrem Genre längst in einer eigenen Liga spielen.“ Er vergab 8,5 von zehn Punkten. Sebastian Kessler urteilte im Metal Hammer: „Gemotzt wird immer. Genau deshalb machen In Flames das einzig Richtige und gehen weiter ihren eigenen Weg! Aber, und das wird die Motzer nur noch mehr ärgern: im Gegensatz zum streckenweise etwas kleinteilig-verträumten Vorgängeralbum Siren Charms mit deutlicheren Verweisen an ihre Vergangenheit.“ Die Bewertung lag bei sechs von sieben. Das Album war im Dezember 2016 Album des Monats des Magazins.